# Planície da Gotalândia Oriental
A planície da Gotalândia Oriental (em sueco: Östgötaslätten) fica localizada no centro da província histórica da Östergötland, na Suécia, estendendo-se entre as cidades de Motala, Ödeshög e Norrköping, e abrangendo a cidade de Linköping.
É uma importante zona económica, com destaque para a agricultura, e em particular para a produção de ervilhas amarelas - muito apreciadas na Suécia, e ainda de trigo, cevada e oleaginosas.